# Precordialgia
La precordialgia è il dolore localizzato alla regione precordiale. 

## Definizione
Si intende per precordialgia una sintomatologia dolorosa, a volte piuttosto fastidiosa e persistente, che interessa la zona che corrisponde approssimativamente allo sterno e alla sua sinistra. 

## Patologie associate
Si manifesta negli accessi di angina pectoris nonché in numerosi disturbi funzionali dalla prognosi benigna. Esistono anche precordialgie atipiche che si manifestano in modo particolare nel prolasso valvolare mitralico ovvero sintomatologia dolorosa che interessa il precordio.
La sua origine è spesso cardiaca, si tratta di un dolore anginoso che deriva da una situazione di insufficienza coronarica.
In casi più rari invece può derivare da disturbi di tipo reumatico o muscolare o a carico del tratto digerente, come in caso di esofagite peptica o diverticolo esofageo.